# Kanton Pavilly
Kanton Pavilly (fr. Canton de Pavilly) je francouzský kanton v departementu Seine-Maritime v regionu Horní Normandie. Skládá se z 22 obcí.

## Obce kantonu
- Barentin
- Beautot
- Betteville
- Blacqueville
- Bouville
- Butot
- Carville-la-Folletière
- Croix-Mare
- Écalles-Alix
- Émanville
- La Folletière
- Fresquiennes
- Fréville
- Goupillières
- Gueutteville
- Limésy
- Mesnil-Panneville
- Mont-de-l'If
- Pavilly
- Sainte-Austreberthe
- Saint-Ouen-du-Breuil
- Villers-Écalles